# Криса Олег Васильович

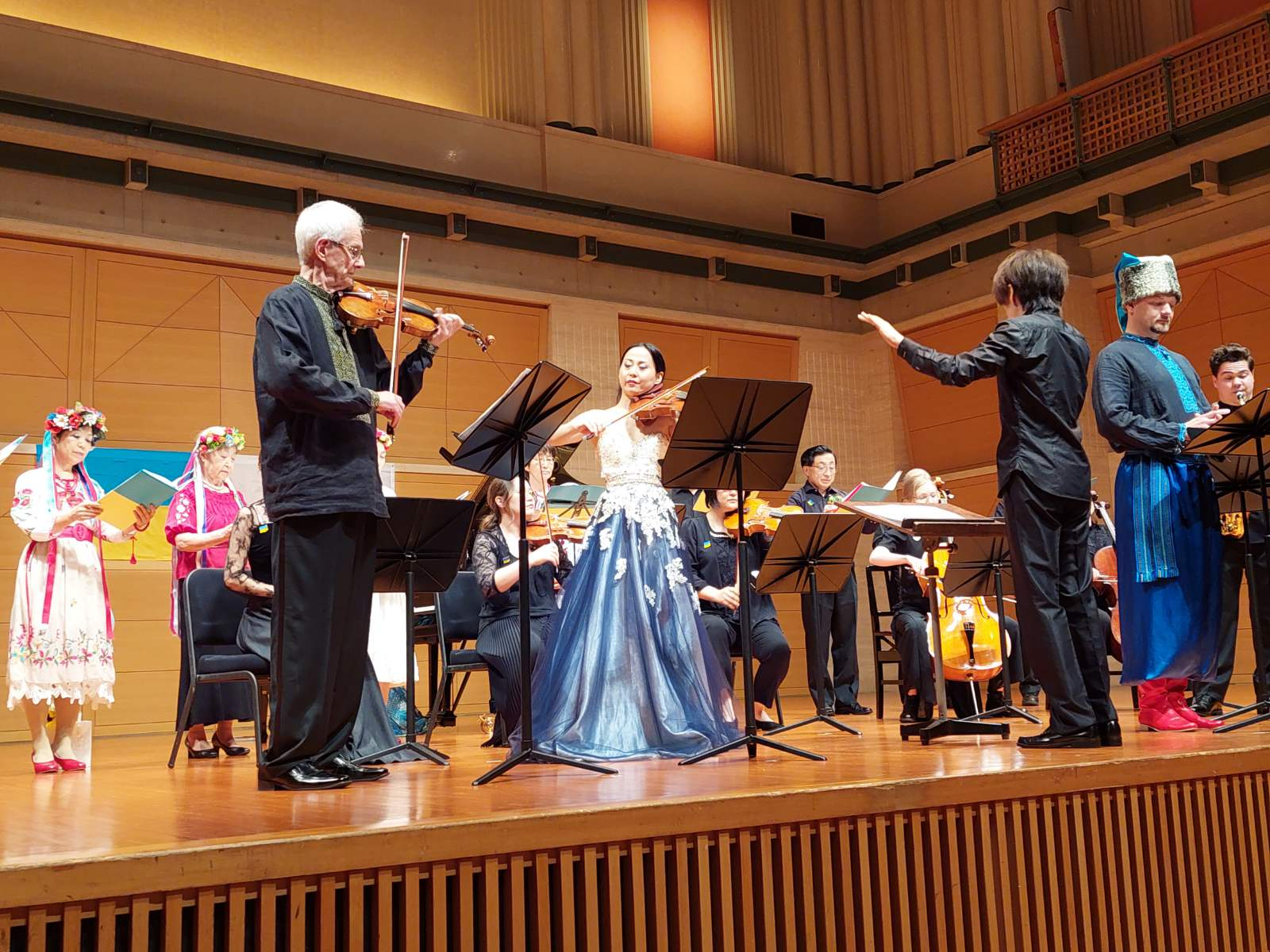
Олег Криса на концерті в Сайтамі (Японія) 7 липня 2022 року.

Оле́г Васи́льович Кри́са (нар. 1 червня 1942, с. Ухані, нині на території Польщі) — українсько-американський скрипаль і музичний педагог українського походження. За радянського часу — професор Київської та Московської консерваторій, професор Інституту ім. Гнесіних, після еміграції — професор Істменівської музичної школи (Рочестер, США) і Мангеттенської школи музики, (Нью-Йорк, США). Заслужений артист УРСР. З 1989 року мешкає та працює у США.

## Біографія
Народився у селі Ухані (пол. Uchanie), тепер ґміна Уханє Люблінського воєводства (Польща) в родині українців. У ході сумнозвісної операції «Вісла» 1945 року родина опинилася у Львові, де й пройшли дитячі та шкільні роки Олега Криси.

### Навчання
З шести років Олег учився грати на скрипці під керівництвом Костянтина Михайлова, викладача львівської спеціалізованої музичної школи-десятирічки імені Соломії Крушельницької. На одному з республіканських конкурсів у Києві, де в той час гастролював Давид Ойстрах, Олег Криса зустрівся зі своїм майбутнім учителем. За його порадою, після закінчення школи 1960 року юнак вступив до Московської консерваторії (Давид Ойстрах запросив його до свого класу). З 1960 по 1967 рік навчався в консерваторії та закінчив аспірантуру під керівництвом Давида Ойстраха.

### Концертна діяльність
З 1967 року Олег Криса працює солістом Київської філармонії, поєднуючи музичну діяльність з викладацькою в Київській консерваторії. Відтоді Олег Криса не припиняє концертної діяльності, виступаючи як соліст багатьох симфонічних і камерних оркестрів (Москва, Ленінград, Київ, Берлін, Лейпциг, Дрезден, Ваймар, Варшава, Краків, Катовиці, Прага, Будапешт, Белград, Мілан, Рим, Відень, Нью-Йорк, Чикаго, Вашингтон, Лондон, Монреаль, Торонто та ін.).
Окрім блискучої сольної кар'єри, Олег Криса успішно концертував у складі квартетів. З 1970 по 1973 був лідером квартету Київської консерваторії. З 1977 року — першою скрипкою квартету імені Бетховена, у складі якого виступав до 1987 року, коли квартет припинив існування. У 1999—2003 роках виступав у складі струнного квартету Леонтовича в Європі, Північній Америці та на Близькому Сході.
Олег Криса тісно співпрацював з такими композиторами: Альфред Шнітке, Едісон Денисов, Софія Губайдуліна, Кшиштоф Пендерецький, Валентин Сильвестров, Мирослав Скорик, Євген Станкович, Вірко Балей, Сідней Годкінсон, Ларрі Сіцький. Він був першим виконавцем їхніх творів, багато з яких написані спеціально для нього.
Виступав у найбільших музичних центрах світу з провідними оркестрами, диригентами та колективами. Брав участь у найбільших фестивалях у Європі, Північній Америці, Азії, Австралії та Новій Зеландії.
У час російсько-української війни виступав у Києві та Львові — відповідно 11 і 16 червня — разом із сином Тарасом Крисою (диригентом симфонічних оркестрів), а також дав два концерти на підтримку народу України в Сайтамі (Японія), в яких брала участь як виконавиця й ведуча японська скрипалька Чіє Савада.
Громадянин США. Іноземний член Національної академії мистецтв України (2016).

### Відзнаки, лауреатські та почесні звання
- 1970 — Заслужений артист УРСР
- Лавреат Республіканського конкурсу музикантів-виконавців у Києві (1959)

Участь у міжнародних конкурсах:
- 1962 — II премія Міжнародного конкурсу скрипалів Генріка Венявського (Познань, Польща)
- 1963 — I премія Конкурсу скрипалів імені Паганіні (Генуя, Італія)
- 1966 — III премія Міжнародного конкурсу імені Петра Чайковського (Москва)
- 1969 — II премія Міжнародного конкурсу скрипалів у Монреалі (Канада)

### Педагогічна діяльність
- 1969—1973 — перший в історії Київської консерваторії завідувач кафедри скрипки
- з 1971 року — професор Київської консерваторії
- з 1973 року — професор Інституту ім. Гнесіних (Москва)
- 1974 — професор Московської консерваторії
- з 1989 до цього часу — викладач, професор Істменівської музичної школи в Рочестері (США)

Регулярно проводить майстер-класи в різних країнах світу:
- Німеччина: Ганновер, Фрайбург, Гітцаккер, Ваймар
- США: Нью-Йорк, Бостон, Чикаго, Філадельфія, Лос-Анджелес
- Японія: Токіо, Йокогама, Осака, Хамамацу
- КНР: Пекін, Шанхай
- Франція: Париж

Олег Криса — член журі багатьох престижних міжнародних конкурсів скрипалів. Він почесний професор скрипки Львівської національної музичної академії ім. М. Лисенка, Національної музичної академії України імені Петра Чайковського та почесний член Японської струнної асоціації викладачів. Серед відомих учнів маестро — Анатолій Баженов, Лідія Шутко, Фредерік Беднарз, Маркіян Мельниченко та інші.

## Конкурс скрипалів Олега Криси[3]
Започаткував у м. Львові Міжнародний конкурс скрипалів Олега Криси (проводиться раз на три роки). У 2013 р. відбувся перший Міжнародний конкурс скрипалів Олега Криси, в якому взяли участь музиканти з України, Австралії, Японії, Південної Кореї, США, Китаю, Канади, Тайваню, Росії. У жовтні 2016 року проходив другий конкурс, у якому взяли участь молоді скрипалі з 10 країн світу (Україна, Польща, Казахстан, Іспанія, США, Ірландія, Китай, Південна Корея, Франція, Японія). Восени 2019 року проведено третій конкурс скрипалів Олега Криси.
Благодійний фонд «Олега Криси» і громадська організація «Мистецьке об'єднання „Світ класичної музики“» — засновники музичної Академії «Світ класичної музики» («СКМ»), перший сезон якої відбувся восени 2014 року, другий — у жовтні 2015 року.

## Родина
Батько — Василь Теофільович Криса. Мати — Марія Іванівна Криса.
Дружина — Тетяна Чекіна, піаністка, загинула в автокатастрофі 2013 року на 69-му році життя.
Сини:
- Андрій — скрипаль
- Петро — скрипаль
- Тарас — скрипаль, диригент. Тарас Криса у 2016—2020 роках — головний диригент і художній керівник Академічного симфонічного оркестру Львівської філармонії.

Брати:
- Роман Васильович Криса — інженер-електронік, випускник Львівської політехніки.
- Богдан Васильович Криса — скрипаль, викладач Національної музичної академії України.

## Дискографія
И. С. Бах. Сонаты и партиты для скрипки соло (компл. з чотирьох диск.). Мелодия. 1983 (рос.)
Загалом видано понад 60 дисків творів для скрипки з фортепіано, оркестром та творів камерної музики. 